# Goats Head Soup
Goats Head Soup je album The Rolling Stonesa izdan 1973. Album je dospio na prvo mjesto britanske i američke top-liste, ali je vjerojatno najpoznatiji po pjesmi "Angie", jednom od najvećih hitova The Rolling Stonesa.

## Popis pjesama
1. "Dancing With Mr. D" – 4:53
2. "100 Years Ago" – 3:59
3. "Coming Down Again" – 5:54
4. "Doo Doo Doo Doo Doo (Heartbreaker)" – 3:27
5. "Angie" – 4:33
6. "Silver Train" – 4:27
7. "Hide Your Love" – 4:12
8. "Winter" – 5:31
9. "Can You Hear The Music?" – 5:31
10. "Star Star" – 4:25

## Singlovi
- "Angie"
- "Doo Doo Doo Doo Doo (Heartbreaker)"

## Izvođači
- Mick Jagger - pjevač, gitara,usna harmonika
- Keith Richards - gitara, pjevač, bas-gitara
- Mick Taylor - gitara, bas-gitara
- Charlie Watts - bubnjevi
- Bill Wyman - bas-gitara

## Top ljestvice

### Album
| Godina | Ljestvica            | Pozicija |
| ------ | -------------------- | -------- |
| 1973.  | UK Top 50 Albumi     | #1       |
| 1973.  | Billboard Pop Albumi | #1       |

### Singlovi
| Godina | Singl                                | Ljestvica             | Pozicija |
| ------ | ------------------------------------ | --------------------- | -------- |
| 1973.  | "Angie"                              | UK Top 50 Singlova    | #5       |
| 1973.  | "Angie"                              | The Billboard Hot 100 | #1       |
| 1974.  | "Doo Doo Doo Doo Doo (Heartbreaker)" | The Billboard Hot 100 | #15      |

## Vanjske poveznice
- allmusic.com  Arhivirana inačica izvorne stranice od 18. veljače 2021. (Wayback Machine) - Goats Head Soup